# Milan-San Remo 1960
La 51e édition de la course cycliste, Milan-San Remo a eu lieu le 19 mars 1960 et a été remportée par René Privat. Il s'est imposé  en solitaire.
C'est la seule édition de l'histoire à ne voir figurer aucun Italien dans le top 10.

## Classement final
|    | Cycliste           | Équipe                | Temps           |
| -- | ------------------ | --------------------- | --------------- |
| 1  | René Privat        | Mercier-Hutchinson-BP | 6 h 45 min 15 s |
| 2  | Jean Graczyk       | Helyett-Leroux        | + 11 s          |
| 3  | Yvo Molenaers      | Carpano               | + 20 s          |
| 4  | Arthur de Cabooter | Groene Leeuw          | + 1 min 40 s    |
| 5  | Pierre Ruby        | Peugeot-BP-Dunlop     | + 1 min 40 s    |
| 6  | Rik Van Looy       | Faema                 | + 1 min 40 s    |
| 7  | Frans de Mulder    | Groene Leeuw          | + 1 min 40 s    |
| 8  | Jo de Roo          | Helyett-Leroux        | + 1 min 40 s    |
| 9  | René Fournier      | St-Raphaël            | + 1 min 40 s    |
| 10 | Frans Schoubben    | Peugeot-BP-Dunlop     | + 1 min 40 s    |